# Johann Balthasar Neumann
Johann Balthasar Neumann (Eger, 1687 – Würzburg, 19 agosto 1753) è stato un architetto e ingegnere tedesco.
Era il settimo dei nove figli del fabbricante di tessuti Hans Christoph Neumann e venne battezzato il 30 gennaio 1687.

## Biografia

### I primi studi
Compì i suoi primi studi in materia presumibilmente presso il padrino Balthasar Platzer, fonditore di metalli e di campane. All'inizio del XVII secolo si trasferì a Würzburg presso Sebald Koch, ove ottenne il diploma di Büchsenmeister, Ernst- und Lustfeuerwerkerey nel 1711. Studiò poi architettura civile e militare: intraprese anche un
viaggio di studi a Milano e nell'Italia del Nord (1718).

### Gli inizi
Nel 1712 entrò nel Circolo dell'Artiglieria della Provincia di Franconia, poiché era l'unica possibilità per lui di intraprendere un corso per il conseguimento del diploma d'ingegnere. Egli completò così i suoi studi nel campo delle fortificazioni militari.
Con tale qualifica, dal 1714 entrò in servizio presso la corte del Principato di Würzburg e nel periodo 1717/18 si trovò al seguito delle truppe francone in Austria ed in Ungheria, ove presumibilmente collaborò come ingegnere ai lavori di fortificazione di Belgrado. In Vienna apprese le cognizioni per la costruzione di edifici in stile barocco dagli architetti Johann Bernhard Fischer von Erlach e Johann Lucas von Hildebrandt, con il quale verrà in conflitto successivamente.

### Baumeistera Würzburg

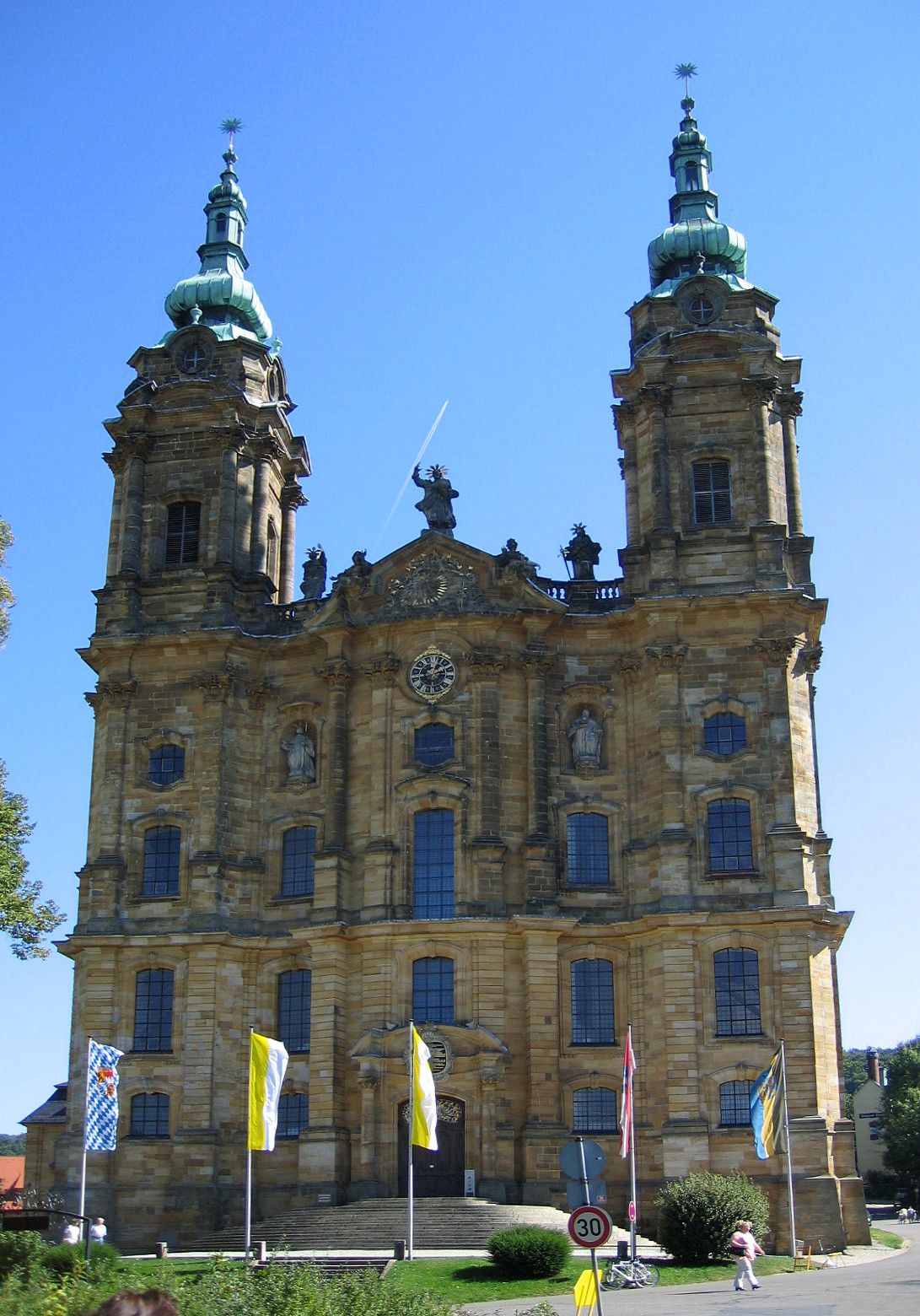
Facciata del Santuario dei Quattordici Santi (Vierzehnheiligen)

Nel 1719 venne chiamato dal neo principe-vescovo Johann Philipp Franz von Schönborn come direttore dei lavori della corte a Würzburg. In tale veste nel 1720 predispose i piani della nuova Residenza dei principi di Würzburg. In questo il principe-vescovo seguì i consigli dello zio, il principe elettore di Magonza Franz Lothar von Schönborn, che aveva già avuto modo di apprezzare il talento come costruttore di Neumann.
La sua comprensione dei problemi dell'architettura venne affinata nei primi anni grazie alla collaborazione con altri architetti al servizio del vescovato di Würzburg, come Maximilian von Welsch e Anselm Franz von Ritter zu Groenesteyn, attraverso i quali venne a contato con le opere dell'architetto francese Jules Hardouin Mansart.
Formativo per lo stile fu il suo contrasto con l'architetto viennese Johann Lucas von Hildebrandt.
In relazione alla realizzazione della Residenza die principi elettori di Würzburg, e su incarico del principe-vescovo, intraprese viaggi di studio a Mannheim, Bruchsal, Strasburgo, Nancy e Parigi, ove rafforzò le sue nuove idee sulla disposizione nello spazio, grazie ai contatti con Robert de Cotte, primo architetto del re di Francia. Insieme ad un altro grande architetto francese dell'epoca, Germain Boffrand, egli sviluppò le sue idee sulle grandi scalinate per le quali divenne successivamente famoso.
Dal 1723 Neumann divenne membro della Commissione edilizia, che egli di fatto diresse dal 1725.
In quell'anno sposò Maria Eva Engelberta Schild, figlia del consigliere segreto di corte Franz Ignaz Schild, ottenendo così facile accesso alle influenti famiglie dei funzionari e consiglieri nella città e nella diocesi. Egli si stabilì a Würzburg, nella casa ricevuta dal principe elettore Christoph Franz von Hutten, ove aveva stabilito anche un suo ufficio professionale. Qui, attraverso una scalinata a chiocciola, si raggiungeva una piattaforma denominata Belvedere, nel linguaggio popolare nota come Neumann-Kanzel (Pulpito di Neumann). Un podio circolare con balaustra sul tetto della casa gli consentiva di abbracciare con lo sguardo i suoi cantieri di Würzburg. (Con il bombardamento del 16 marzo 1945 la struttura fu seriamente compromessa e nel 1950 l'accesso venne sbarrato perché pericolante. Successivamente si decise per una nuova costruzione che venne integrata nel portale barocco. Nel piano attico venne realizzata la Balthasar-Neumann-Stube, quale spazio per l'amministrazione)
Nel 1729 divenne tenente colonnello dell'artiglieria francona, prendendo il posto di Maximilian von Welsch, divenuto direttore dei lavori di corte a Bamberga, al servizio del secondo vescovo e principe elettore di Würzburg, Friedrich Karl von Schönborn-Buchheim.
Nel 1731 ebbe la cattedra, di nuova istituzione, di Scienza delle costruzioni civili e militari presso l'Università di Würzburg.
Nel 1741 raggiunse il suo più alto grado nella gerarchia militare, quello di colonnello.
Con la politica della famiglia dei Schönborn, verosimilmente volta ad acquisire nuove diocesi, egli ampliò la sua sfera operativa da Würzburg e Bamberga, alle diocesi di Spira, Costanza e Treviri e persino il principe elettore di Colonia, Clemente Augusto di Wittelsbach, gli conferì incarichi.
Come direttore dei lavori del capitolo del duomo egli raggiunse una posizione dominante nel mondo delle costruzioni a Würzburg, anche dopo che sotto il successore di Schönborn, Anselm Franz von Ingelheim, nel 1746, perse temporaneamente la posizione di direttore superiore delle costruzioni.
Inoltre egli ebbe molto successo come imprenditore in proprio e si preoccupò non solo delle sue creazioni locali ma esportò la sua creatività anche in altri stati.
Da un documento del 19 luglio 1747 emerge che l'architetto portoghese Emanuel Teles, conte di Silva-Tarouca (†1771) consigliere di corte a Vienna e direttore dei lavori di corte, volle portare a Vienna il Neumann. Quest'ultimo aveva accompagnato il duca di Lorena e futuro imperatore Francesco I Stefano a visitare la Residenza durante il suo soggiorno a Würzburg in occasione del viaggio per l'incoronazione a Francoforte. Francesco Stefano si era allora impegnato nella ristrutturazione del Palazzo di corte a Vienna. Emanuel Silva-Tarouca mostrò al Neumann su incarico dell'imperatore, i progetti di un nuovo scalone nel Palazzo viennese, che sarebbe stato il più grande scalone dello stile barocco. In ringraziamento per il suo interessamento ed i suoi consigli, Maria Teresa d'Austria gli fece pervenire, tramite il Silva-Tarouca, una preziosa tabacchiera.
Egli tuttavia non ricevette l'incarico, che andò al lorenese Jean Nicolas Jadot de Ville-Issey ed il suo progetto non si concretizzò
Neumann redasse altri importanti progetti per le residenze di Stoccarda (1747–49), Karlsruhe (1750-51) e Schwetzingen (1752).
Dopo la sua morte, nel 1753 in Würzburg, la sua salma venne inumata nella  Marienkapelle.
I lavori da lui iniziati della chiesa abbaziale di Neresheim come quelli non ancora portati a termine del Santuario dei Quattordici Santi, furono completati da altri.
Con il suo stile architettonico egli aveva raggiunto un'originale sintesi di classicismo francese, tradizione viennese e boema e barocco italiano.

## Opere

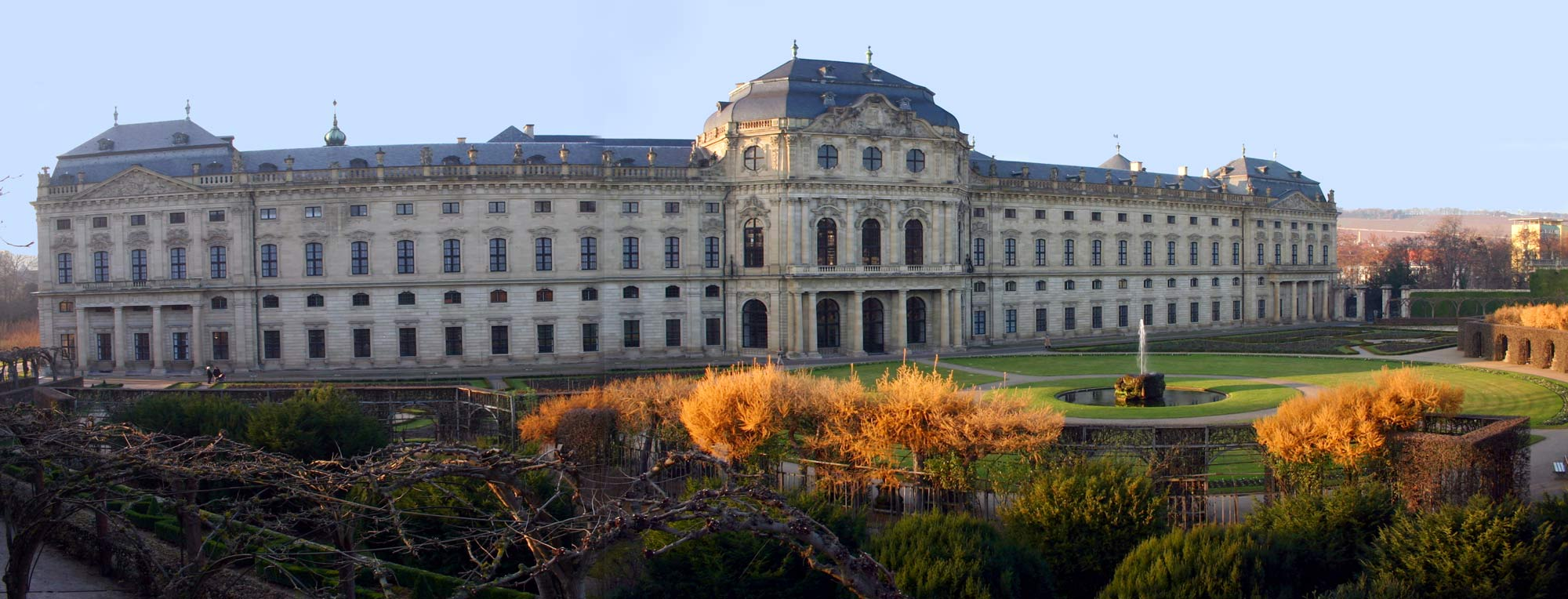
La Residenza di Würzburg.

Balthasar Neumann realizzò circa 100 opere significative quali ponti, chiese, castelli, edifici di abitazione e commerciali; fra queste le più importanti delle quali vengono qui di seguito elencate:

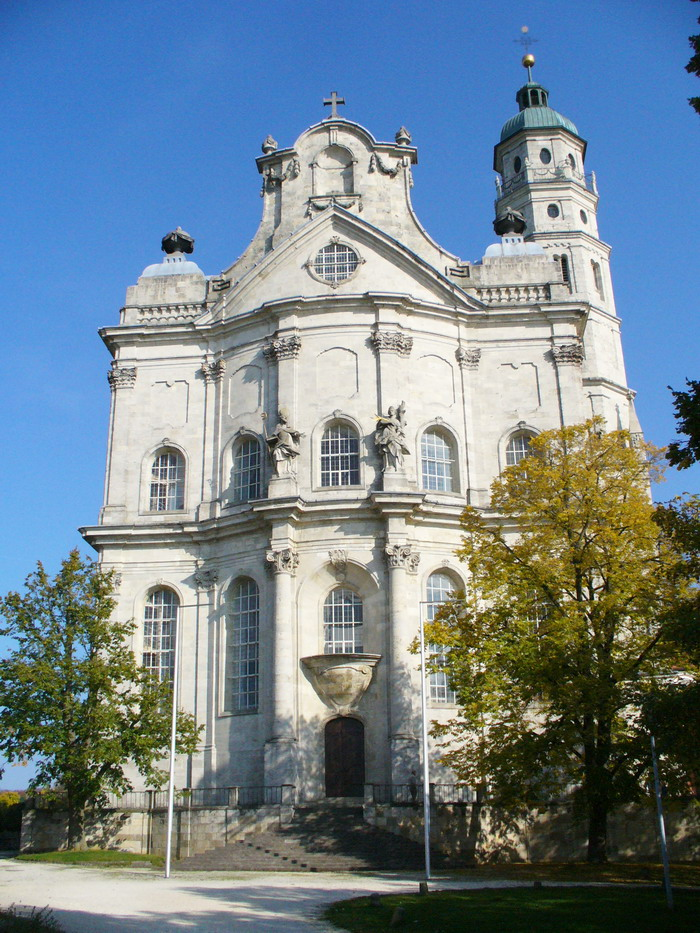
L'Abbazia di Neresheim.

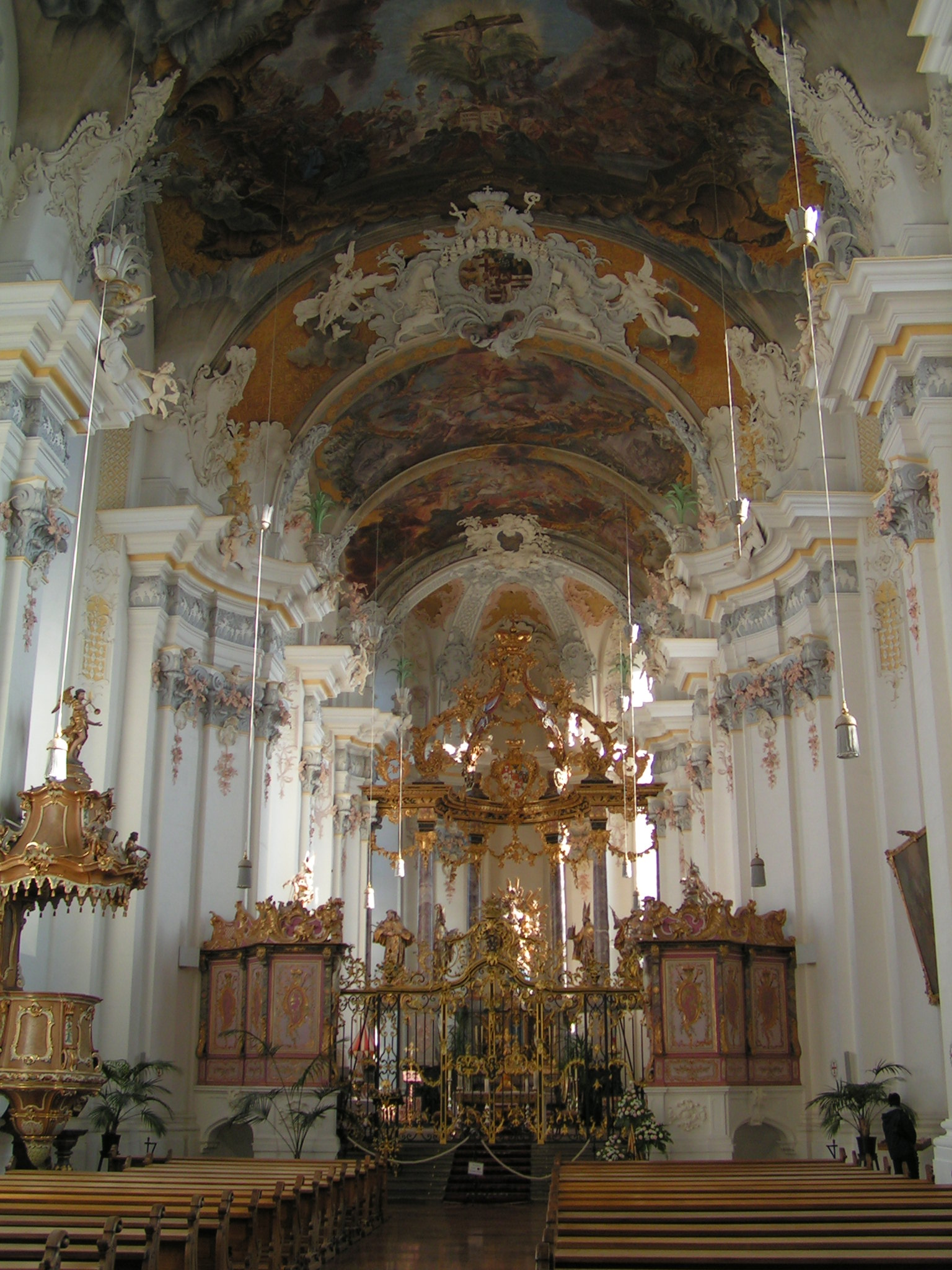
Interno della Basilica di San Paolino a Treviri.

- Chiesa abbaziale dell'Abbazia di Schöntal (fino al 1736)
- Residenza di Würzburg in stile barocco italo-francese (dal 1720 al 1744) sull'esempio della Reggia di Versailles
- Schönbornkapelle, nel braccio nord del transetto del Duomo di Würzburg (dal 1723 al 1724)
- Brunnenhalle in Bad Bocklet (1725)
- Chiesa parrocchiale di Sant'Andrea a Retzstadt (1726)
- Mastio della Fortezza Marienberg presso Würzburg (1728)
- Chiesa rotonda del convento di Holzkirchen in Holzkirchen (dal 1728 al 1730)
- Abbazia di Heidenfeld (dal 1723 al 1733)
- Chiesa dell'Ordine teutonico a Bad Mergentheim (dal 1730 al 1735)
- Santuario del Convento di Gößweinstein (dal 1730 al 1739)
- Castello di Bruchsal (scalone d'onore, dal 1731)
- Chiesa parrocchiale di san Nicola in Arnstein (dal 1731 al 1734)
- Ponte sul fiume Tauber a Tauberrettersheim (1733)
- Castello di Werneck (dal 1733 al 1746)
- Interno della Basilica di San Paolino a Treviri (dal 1734 al 1757)
- Chiesa parrocchiale di San Lorenzo in Retzbach (dal 1736 al 1738)
- Chiesa parrocchiale di Santa Cecilia in Heusenstamm (1739)
- Chiesa parrocchiale di Santa Cecilia in Saffig (dal 1739 al 1742)
- Progetto per il "Castello nuovo" a Meersburg (verso il 1740)
- Castello di Augustusburg a Brühl (Scalinata, dal 1740 al 1746, Altar maggiore di St. Marien, dal 1745 al 1746)
- Castello di Poppelsdorf a Bonn (1735-56, completamento)
- Cappella della Santa Croce a Kitzingen (dal 1741 al 1745)
- Chiesa di San Lorenzo a Dirmstein (dal 1742 al 1746)
- Basilica dell'Abbazia di Münsterschwarzach (1743)
- Santuario dei Quattordici Santi a Bad Staffelstein (dal 1743 al 1772)
- Ristrutturazione del Monastero di Oberzell a Zell a.Main (dal 1744 al 1760)
- Scala Santa del Santuario di Kreuzberg a Bonn (dal 1746 al 1751)
- Chiesa dell'Abbazia di Neresheim (dal 1747 al 1792)
- Chiesa parrocchiale di San Michele in Hofheim (dal 1747 al 1754)
- Palazzo comunale ad Ellwangen (dal 1748 al 1750)
- Santuario di Mariä Heimsuchung a Würzburg (dal 1748 al 1750)
- Padiglione di giardino a Randersacker (verso il 1750)
- Santuario di Maria Limbach a Limbach (dal 1751 al 1755)
- Castello di Veitshöchheim a Veitshöchheim (1753)